# Metamatic
Metamatic è un album di John Foxx, pubblicato nel gennaio 1980. È il primo album da solista di Foxx dopo aver lasciato gli Ultravox, gruppo da lui fondato.

## Tracce
1. Plaza – 3:52
2. He's a Liquid – 2:59
3. Underpass – 3:53
4. Metal Beat – 2:59
5. No-One Driving – 3:45
6. A New Kind of Man – 3:38
7. Blurred Girl – 4:16
8. 030 – 3:15
9. Tidal Wave – 4:14
10. Touch and Go – 5:33

### Edizione CD 1993: tracce bonus
1. "Young Love" – 3:10
2. "Film One" – 3:58
3. "20th Century" – 3:06
4. "Miles Away" – 3:17
5. "A Long Time" – 3:49
6. "Swimmer 1" – 4:06

### Edizione CD 2001: tracce bonus
1. "Film One" – 3:58
2. "Glimmer" – 3:33
3. "Mr. No" – 3:14
4. "This City" – 3:03
5. "20th Century" – 3:06
6. "Burning Car" – 3:12
7. "Miles Away" – 3:17

### Edizione Deluxe 2007: CD bonus
1. "Film One"
2. "This City"
3. "To Be With You"
4. "Cinemascope"
5. "Burning Car"
6. "Glimmer"
7. "Mr No"
8. "Young Love"
9. "20th Century"
10. "My Face"
11. "Like a Miracle" (alternative version)
12. "A New Kind of Man" (alternative version)
13. "He's a Liquid" (alternative version)

- Le tracce To Be With You e Cinemascope sono state "campionate e riassemblate da registrazioni trovate su cassetta usando solo apparecchi analogici".[2]

## Formazione
- John Foxx – voce, drum machine (principalmente Roland CR-78), sintetizzatori
- John Wesley Barker – sintetizzatori
- Jake Durant – basso
- Gareth Jones – ingegnere